# Lazuri (okręg Satu Mare)
Lazuri (węg. Lázári) – wieś w Rumunii, w okręgu Satu Mare, w gminie Lazuri. W 2011 roku liczyła 2666 mieszkańców. 